# Lijst van kunstenaars gerekend tot de hedendaagse kunst
Lijst van  kunstenaars gerekend tot de hedendaagse kunst is een lijst op alfabetische volgorde van internationale hedendaagse kunstenaars aan wie een artikel op de Nederlandstalige Wikipedia is gewijd. Voor Nederlandse en Belgische kunstenaars, zie:
- Lijst van Nederlandse beeldend kunstenaars gerekend tot de hedendaagse kunst
- Lijst van Belgische beeldend kunstenaars gerekend tot de hedendaagse kunst

## A
- Magdalena Abakanowicz (1930-2017), Poolse beeldhouwster, ontwerpster, schilderes, performancekunstenares en docente
- Marina Abramović (1946), Servische performance- en multimediakunstenaar, fotografe, geluidskunstenaar en regisseur
- Vito Acconci (1940), Amerikaanse installatie- en performancekunstenaar, landschapsarchitect, ontwerper en docent
- Afro (Afro Basadella; 1912-1976), Italiaanse kunstschilder en graficus
- Yaakov Agam (Jacob Gipstein; 1928), Israëlische beeldhouwer, ontwerper, architect en kunstschilder
- Josef Albers (1888-1976), Duits-Amerikaanse kunstschilder, graficus, glaskunstenaar en docent
- Pierre Alechinsky (1927), Belgische kunstschilder, tekenaar, graficus, beeldhouwer, keramist, auteur en docent
- Chantal Akerman (1950), Belgische filmmaker en multimediakunstenaar
- Laurie Anderson (1947), Amerikaanse performancekunstenaar, tekenaar, fotografe, beeldhouwer, kunsthistoricus en musicus
- Carl Andre (1935), Amerikaanse beeldhouwer, schilder, tekenaar, graficus en dichter
- Horst Antes (1936), Duitse kunstschilder, tekenaar, graficus, beeldhouwer en docent
- Karel Appel (1921-2006), Nederlandse kunstschilder, graficus, tekenaar, ontwerper en beeldhouwer
- Nobuyoshi Araki (1940), Japanse fotograaf
- Arman (Fernandez Arman; 1928-2005), Frans-Amerikaanse beeldhouwer, kunstschilder, tekenaar, graficus en performancekunstenaar
- Kenneth Armitage (1916-2002), Britse beeldhouwer, schilder, docent en hoogleraar
- John M. Armleder (1948), Zwitserse beeldhouwer, schilder, tekenaar en graficus
- Art & Language (1945), groep van Britse conceptuele kunstenaars
- Richard Artschwager (1924-2013), Amerikaanse kunstschilder, tekenaar, graficus en docent
- Frank Auerbach (1931-2024), Duits-Britse kunstschilder
- Alice Aycock (1946), Amerikaanse kunstschilder, graficus, tekenaar, beeldhouwer, installatiekunstenaar, conceptueel kunstenaar en docente

## B
- Francis Bacon (1909-1992), Ierse kunstschilder, tekenaar en graficus
- Olle Baertling (1911-1981), Zweedse kunstschilder, graficus, tekenaar en beeldhouwer
- Balthus (Balthasar Klossovski de Rola; 1908-2001), Pools-Franse kunstschilder, graficus en tekenaar
- John Baldessari (1931), Amerikaanse beeldhouwer, schilder, tekenaar, graficus, fotograaf, cineast en docent
- Miroslaw Balka (1958), Poolse beeldhouwer, installatiekunstenaar en fotograaf
- Stephan Balkenhol (1957), Duitse beeldhouwer, kunstschilder, tekenaar, fotograaf en docent
- Banksy (Robin Bansky, 1974), Britse graffitikunstenaar
- Matthew Barney (1967), Amerikaanse installatiekunstenaar, cineast, fotograaf, beeldhouwer, mediakunstenaar, schilder, tekenaar, graficus en performancekunstenaar
- Georg Baselitz (Hans Georg Kern, 1938), Duitse kunstschilder, graficus, tekenaar, beeldhouwer en docent
- Jean-Michel Basquiat (1960-1988), Amerikaanse kunstschilder, tekenaar, graficus, installatiekunstenaar en musicus
- Marc Bauer (1975), Zwitsers-Nederlandse mediakunstenaar
- Rudy Beckers (1954), Belgisch kunstschilder
- Zdzisław Beksiński (1929-2005), Poolse kunstschilder, tekenaar, graficus en fotograaf
- Larry Bell (1939), Amerikaanse beeldhouwer, installatie- en assemblagekunstenaar, glaskunstenaar, kunstschilder, tekenaar en docent
- Rudolf Belling (1886-1972), Duits-Turkse beeldhouwer, tekenaar en docent
- Joseph Beuys (1921-1986), Duitse beeldhouwer, performancekunstenaar, omgevingskunstenaar, kunstschilder, tekenaar, graficus, fotograaf, dichter, kunsttheoreticus en docent
- Max Bill (1908-1994), Zwitserse architect, vormgever, schilder, tekenaar, graficus, beeldhouwer, auteur, docent en hoogleraar
- Peter Blake (1932), Britse schilder, tekenaar, graficus, ontwerper, fotograaf en docent
- Guy Bleus (1950), Belgische installatie- en performancekunstenaar, kunstschilder, graficus en tekenaar
- Maria Blondeel (1963), Belgisch beeldend kunstenaar
- Christian Boltanski (1944), Franse beeldhouwer, schilder, graficus, tekenaar, mediakunstenaar en fotograaf
- Cosima von Bonin (1962), Keniaans-Duitse installatiekunstenaar
- Jonathan Borofsky (1942), Amerikaanse beeldhouwer, mediakunstenaar, installatiekunstenaar, kunstschilder, tekenaar en docent
- Michaël Borremans (1963), Belgische tekenaar, graficus, fotograaf, kunstschilder en mediakunstenaar
- Fernando Botero (1932-2023), Colombiaans-Franse kunstschilder, tekenaar en beeldhouwer
- Louise Bourgeois (1911-2010), Frans-Amerikaanse beeldhouwer, kunstschilder, tekenaar, graficus, installatie- en performancekunstenaar, auteur, docent en galeriehoudster
- Berlinde De Bruyckere (1964), Belgische beeldhouwer, tekenaar en installatiekunstenaar
- Charlotta Burešová (1904-1983), Tsjechisch beeldend kunstenaar
- Chris Burden (1946), Amerikaanse beeldhouwer, kunstschilder, graficus, tekenaar, installatiekunstenaar, mediakunstenaar en docent
- Daniel Buren (1938), Franse beeldhouwer, conceptueel kunstenaar, schilder, tekenaar en graficus
- James Lee Byars (1932), Amerikaanse beeldhouwer, conceptueel kunstenaar, performancekunstenaar en fotograaf

## C
- Alexander Calder (1898-1976), Amerikaanse beeldhouwer, ontwerper, kunstschilder, tekenaar en graficus
- Sophie Calle (1953), Franse conceptueel kunstenaar, installatiekunstenaar, fotografe en auteur
- Anthony Caro (1924-2013), Britse beeldhouwer, tekenaar en docent
- Taner Ceylan (1967), Turks-Duitse kunstschilder, tekenaar en graficus
- Lynn Chadwick (1914-2003), Britse beeldhouwer, kunstschilder, tekenaar en graficus
- Judy Chicago (1939), Amerikaanse kunstschilder, tekenaar en graficus
- Eduardo Chillida (1924-2002), Spaanse beeldhouwer, kunstschilder, tekenaar en graficus
- Christo (Christ Javacev; 1935), Bulgaarse omgevingskunstenaar, architect, beeldhouwer, kunstschilder, tekenaar, graficus en installatiekunstenaar
- Chryssa, Amerikaanse beeldhouwster
- David Claerbout (1969), Belgische mediakunstenaar en fotograaf
- Chuck Close (Charles Close; 1940), Amerikaanse kunstschilder, tekenaar, graficus, fotograaf, docent en hoogleraar
- Lynne Cohen (1944), Canadese fotografe
- Constant (Constant Nieuwenhuys, 1920-2005), Nederlandse kunstschilder, tekenaar, graficus, beeldhouwer, fotograaf, keramist en auteur
- Corneille (Cornelis Guillaume van Beverloo, 1922-2010), Nederlandse kunstschilder, tekenaar, graficus, beeldhouwer, ontwerper, fotograaf en keramist
- Joseph Cornell (1903-1972), Amerikaanse beeldhouwer, installatie- en assemblagekunstenaar, kunstschilder, fotograaf, cineast en auteur
- Achilles Cools (1949), Belgische kunstschilder, beeldhouwer, installatiekunstenaar, graficus, dichter, schrijver, natuurfilosoof
- Mary Corse (1945), Amerikaans abstract kunstenaar
- Tony Cragg (1949), Britse beeldhouwer, conceptueel en assemblagekunstenaar, kunstschilder, tekenaar, graficus, docent en hoogleraar
- Michael Craig-Martin (1941), Ierse kunstschilder, assemblagekunstenaar, tekenaar, graficus, fotograaf en docent
- Carlos Cruz-Diez (1923-2019), Venezolaanse kunstschilder, tekenaar, graficus en omgevingskunstenaar

## D
- Richard Deacon (1949), Britse beeldhouwer en docent
- Wim Delvoye (1965), Belgische kunstschilder, tekenaar, graficus, beeldhouwer, conceptueel kunstenaar, installatiekunstenaar en fotograaf
- Jim Dine (1935), Amerikaanse beeldhouwer, assemblagekunstenaar, kunstschilder, tekenaar, graficus en performancekunstenaar
- Rineke Dijkstra (1959), Nederlandse fotograaf
- Sam Dillemans (1965), Belgische kunstschilder, tekenaar, graficus en docent
- Martin Disler (1949-1996), Zwitserse kunstschilder, tekenaar en graficus
- Peter Doig (1959), Schotse kunstschilder, tekenaar en graficus
- Stan Douglas (1960), Canadese mediakunstenaar, fotograaf, kunstschilder, tekenaar en graficus
- Jean Dubuffet (1901-1985), Franse beeldhouwer, schilder, tekenaar, graficus en auteur
- Lili Dujourie (1941), Vlaamse fotografe, videokunstenares en beeldhouwster
- Marlene Dumas (1953) Zuid-Afrikaans-Nederlandse kunstschilder, tekenaar, graficus, beeldhouwer, conceptueel kunstenaar en docent

## E
- Nicole Eisenman (1965), Amerikaanse kunstschilder, beeldhouwer en installatiekunstenares
- Elmgreen & Dragset (1961 en 1968), Deense en Noorse beeldhouwers en installatiekunstenaars
- Olafur Eliasson (1967), IJslandse installatiekunstenaar, landschapsarchitect en fotograaf
- Tracey Emin (1963), Britse beeldhouwer, installatiekunstenaar, kunstschilder, graficus, tekenaar, mediakunstenaar en fotograaf
- Richard Estes (1936), Amerikaanse kunstschilder, tekenaar, graficus en fotograaf

## F
- Jan Fabre (1958), Belgische beeldhouwer, installatiekunstenaar, conceptueel kunstenaar, tekenaar, performancekunstenaar, fotograaf en vormgever
- Barry Flanagan (1941-2009), Britse beeldhouwer, installatiekunstenaar, kunstschilder, tekenaar, graficus en docent
- Dan Flavin (1933-1996), Amerikaanse beeldhouwer, installatiekunstenaar, lichtkunstenaar, kunstschilder, graficus en docent
- Günther Förg (1952-2013), Duitse kunstschilder, tekenaar, graficus, beeldhouwer, installatiekunstenaar, fotograaf en docent
- Sam Francis (1923-1994), Amerikaanse kunstschilder, tekenaar en graficus
- Helen Frankenthaler (1928-2011), Amerikaanse kunstschilder, tekenaar, graficus, beeldhouwer en docent
- Lucian Freud (1922-2011), Duits-Britse kunstschilder, graficus, tekenaar en docent

## G
- Isa Genzken (1948), Duitse beeldhouwer, installatiekunstenaar, kunstschilder, graficus, tekenaar, fotografe, cineaste en docente
- Tatjana Gerhard (1974), Zwitserse kunstschilder
- Hansruedi Giger (1940-2014), Zwitserse kunstschilder, tekenaar en graficus
- Gilbert & George (1943 en 1942), Italiaans-Britse installatie- en performancekunstenaars
- Robert Gober (1954), Amerikaanse beeldhouwer, installatiekunstenaar, kunstschilder, tekenaar, graficus en fotograaf
- Nan Goldin (1953), Amerikaanse fotograaf
- Andy Goldsworthy (1956), Britse fotograaf
- Antony Gormley (1950), Britse beeldhouwer, installatiekunstenaar, kunstschilder, tekenaar, graficus en fotograaf
- Dan Graham (1942), Amerikaanse kunstschilder, tekenaar, graficus, performancekunstenaar, conceptueel kunstenaar, mediakunstenaar en kunstcriticus
- Robert Graham (1938-2008), Mexicaans-Amerikaanse beeldhouwer, mediakunstenaar, kunstschilder, graficus, tekenaar en fotograaf
- Stanley Greaves (1934), Guyaans beeldend kunstenaar, schrijver en musicus
- Wenda Gu (1955), Chinese beeldhouwer, installatiekunstenaar en docent

## H
- Richard Hamilton (1922-2011), Britse kunstschilder, tekenaar, graficus, ontwerper, fotograaf, computerkunstenaar en docent
- Keith Haring (1958-1990), Amerikaanse kunstschilder, graffitikunstenaar, tekenaar, graficus, beeldhouwer en fotograaf
- Gottfried Helnwein (1948), Oostenrijkse multimedia- en installatiekunstenaar, kunstschilder, fotograaf, graficus, tekenaar en ontwerper
- Eva Hesse (1936-1970), Duits-Amerikaanse beeldhouwer, kunstschilder, tekenaar, graficus en docent
- Hugo Heyrman (1942), Belgische kunstschilder, multimediakunstenaar, graficus, tekenaar, performancekunstenaar, installatiekunstenaar, cineast en hoogleraar
- Damien Hirst (1965), Britse installatiekunstenaar, assemblagekunstenaar, beeldhouwer, kunstschilder, graficus, tekenaar, auteur, kunstverzamelaar, en curator
- Howard Hodgkin (1932), Britse kunstschilder, tekenaar en graficus
- Toos van Holstein (1949), Nederlandse kunstschilder, tekenaar, graficus, ontwerper en beeldhouwer
- Jenny Holzer (1950), Amerikaanse beeldhouwer, kunstschilder, tekenaar, graficus, conceptueel kunstenaar en installatiekunstenaar

## J
- Alfredo Jaar (1956), Chileense fotograaf en conceptueel kunstenaar
- Jasper Johns (1930), Amerikaanse kunstschilder, graficus, tekenaar, beeldhouwer, assemblagekunstenaar en fotograaf
- Donald Judd (1928-1994), Amerikaanse beeldhouwer. schilder, graficus, tekenaar, architect, assemblagekunstenaar en docent

## K
- Ilja Kabakov (1933), Oekraïense installatiekunstenaar, beeldhouwer, assemblagekunstenaar, conceptueel kunstenaar, graficus, tekenaar, ontwerper en fotograaf
- Anish Kapoor (1954), In India geboren Britse beeldhouwer, kunstschilder, graficus en tekenaar
- On Kawara (1949-2014), Japanse conceptueel kunstenaar, schilder, tekenaar, graficus en fotograaf
- Mike Kelley (1954-2012), Amerikaanse conceptueel kunstenaar, kunstschilder, graficus, installatiekunstenaar, fotograaf en musicus
- Ellsworth Kelly (1923-2015), Amerikaanse kunstschilder en beeldhouwer
- Anselm Kiefer (1945), Duitse kunstschilder en beeldhouwer
- Edward Kienholz (1927-1994), Amerikaanse installatiekunstenaar en beeldhouwer
- Bodys Isek Kingelez (1948-2015), beeldhouwer, bouwer van architectuurmaquettes uit Congo-Kinshasa
- Martin Kippenberger (1953-1997), Duitse beeldhouwer, schilder, installatiekunstenaar, fotograaf
- Yves Klein (1928-1962), Franse kunstschilder
- Willem De Kooning (1904-1997), Nederlands-Amerikaanse kunstschilder, tekenaar, graficus, beeldhouwer en docent
- Jeff Koons (1949), Amerikaanse beeldhouwer, schilder
- Frans Koppelaar (1943), Nederlandse schilder
- Joseph Kosuth (1945), Amerikaanse conceptuele kunstenaar en fotograaf
- Eva Krause (1970), Duits-Nederlandse kunstschilder
- Yayoi Kusama (1929), Japanse installatie- en performancekunstenaar, kunstschilder, beeldhouwer
- Claudia Kuyken (1967), beeldend kunstenaar, glaskunstenaar en kunstschilder (brandschilderen)

## L
- Jonathan Lasker (1948), Amerikaanse abstracte kunstschilder
- Sol LeWitt (1928-2007), Amerikaanse installatie- en conceptueel kunstenaar
- Richard Long (1945), Britse beeldhouwer en land-art kunstenaar
- Rafael Lozano-Hemmer (1967), Mexicaanse installatiekunstenaar
- Markus Lüpertz (1941), Duitse kunstschilder en beeldhouwer

## M
- Agnes Martin (1912-2004), Canadees-Amerikaanse schilder
- Danny Matthys (1947), Belgisch beeldend kunstenaar
- Rita McBride (1960), Amerikaanse beeldhouwer en installatiekunstenaar
- Paul McCarthy (1945), Amerikaanse beeldhouwer, installatie- en performance kunstenaar
- Steve McQueen (1969), Britse filmregisseur en beeldend
- Cildo Meireles (1948), Braziliaanse beeldhouwer en installatiekunstenaar
- Ana Mendieta (1948-1985), Cubaans-Amerikaanse performance- en installatiekunstenaar
- Sonja Michiels (1945), Belgische schilder
- Ksenia Milicevic (1942), Franse kunstschilder en architect
- Peter Minshall (1941), Trinidadiaans ontwerper van carnavalkostuums
- Robert Morris (1931-2018), Amerikaanse minimal kunstenaar
- Leonard van Munster (1972), Nederlandse installatiekunstenaar
- Takashi Murakami (1962), Japanse beeldhouwer en kunstschilder

## N
- Bruce Nauman (1941), Amerikaanse video- en performancekunstenaar, beeldhouwer
- Joseph Nechvatal (1951), Amerikaans beeldend kunstenaar
- Kenneth Noland (1924-2010), Amerikaanse kunstschilder

## O
- Albert Oehlen (1954), Duitse kunstschilder
- Markus Oehlen (1956), Duitse kunstschilder
- Yoko Ono (1933), Japans-Amerikaanse musicus en kunstenaar
- Hans Op de Beeck (1969), Belgisch beeldend kunstenaar
- Orlan (1947), Franse body-artkunstenaar
- Roman Opalka (1931-2011), Franse kunstschilder

## P
- Nam June Paik (1932-2006), Zuid-Koreaans-Amerikaanse videokunstenaar
- Niki de Saint Phalle (1930-2002) Frans-Amerikaanse beeldhouwer
- PINK de Thierry (1943), Nederlandse performancekunstenaar, tekenaar, collagist
- Sigmar Polke (1941-2010), Duitse schilder
- Annemiek Punt (1959), beeldend kunstenaar, glaskunstenaar en kunstschilder

## Q
- Marc Quinn (1964), Britse beeldhouwer

## R
- Neo Rauch (1960), Duitse kunstschilder
- Robert Rauschenberg (1925-2008), Amerikaanse kunstschilder, collagist, printmaker, neo-dadaist
- Roger Raveel (1921-2013), Belgische kunstschilder
- Paula Rego (1935), Portugees-Britse kunstschilder
- Gerhard Richter (1932), Duitse kunstschilder
- Bridget Riley (1931), Britse op-art kunstenaar
- Pipilotti Rist (1962), Zwitserse videokunstenaar
- José Manuel Rodrigues (1951), Portugese beeldend kunstenaar, fotograaf
- James Rosenquist (1933-2017), Amerikaanse pop-art kunstenaar
- Jean Rustin (1928-2013), Franse kunstschilder

## S
- Chéri Samba (1956), kunstschilder uit Congo-Kinshasa
- Fernando Sánchez Castillo (1970), Spaanse beeldhouwer, video- en installatiekunstenaar
- Jenny Saville (1970), Britse kunstschilder
- Kiki Smith (1954), beeldend kunstenaar
- Julian Schnabel (1951), Amerikaanse kunstschilder, beeldhouwer en filmmaker
- Thomas Schütte (1954), Duitse beeldhouwer
- Dana Schutz (1976), Amerikaanse kunstschilder
- Richard Serra (1939), Amerikaanse beeldhouwer
- Joel Shapiro (1941-2025), Amerikaanse beeldhouwer
- Cindy Sherman (1954), Amerikaanse fotograaf en performancekunstenaar
- George Simon (1947-2020), Guyaans kunstschilder en archeoloog
- Roman Signer (1938), Zwitserse beeldhouwer
- Henk Stallinga (1962) Nederlandse beeldend kunstenaar en ontwerper
- Theodoros Stamos (1922), Amerikaanse kunstschilder
- Frank Stella (1936), Amerikaanse kunstschilder, printmaker

## T
- Claire Tabouret (1981), Franse kunstschilder
- Antoni Tàpies (1923-2012), Catalaanse kunstschilder
- Pascale Marthine Tayou (1967), Kameroense beeldhouwer en installatiekunstenaar
- Rosemarie Trockel (1952), Duitse conceptuele kunstenaar
- Luc Tuymans (1958), Belgische kunstschilder
- Cy Twombly (1928-2011), Amerikaanse kunstschilder
- Martha Tuttle (1989), Amerikaanse beeldend kunstenaar
- Richard Tuttle (1941), Amerikaans beeldend kunstenaar
- Jacek Tylicki (1951), Pools-Amerikaanse multimediakunstenaar

## U
- Ulay (1943), Duitse performancekunstenaar, fotograaf

## V
- Shirley Villavicencio Pizango, Peruaans-Belgische kunstschilder
- Bill Viola (1951), Amerikaanse videokunstenaar
- Ruth Vollmer (1903), Amerikaanse beeldend kunstenaar
- Wolf Vostell (1932-1998), Duitse multimediakunstenaar

## W
- Jeff Wall (1946), Canadees kunstenaar, fotograaf, docent
- Andy Warhol (1928-1987), Amerikaanse pop-art kunstenaar
- Ai Weiwei (1957), Chinese conceptueel kunstenaar
- Lawrence Weiner (1942), Amerikaanse conceptuele kunstenaar
- Franz West (1947-2012), Oostenrijkse beeldhouwer en installatiekunstenaar
- Nils Westergard (1992), Amerikaanse straatkunstenaar.
- Co Westerik (1924-2018), Nederlandse kunstschilder, tekenaar, docent
- Richard Wilson (1953), Britse installatiekunstenaar en beeldhouwer
- David Wojnarowicz (1954), Amerikaans choreograaf
- Francesca Woodman (1958-1981), Amerikaanse fotograaf